# Dichtevorteil
Als Dichtevorteil (englisch economies of density) werden in der Produktionstheorie der Mikroökonomie fallende Stückkosten aufgrund einer relativen Ballung von Nachfragern und/oder Anbietern in einem geografischen Raum (siehe auch: Cluster) bezeichnet. Dichtevorteile treten insbesondere in solchen Branchen auf, in denen der Versorgungsweg eine große Rolle spielt – sei es hinsichtlich der Kosten, der Belieferungsschnelligkeit oder anderer Faktoren. 

## Beispiele
Dichtevorteile sind beispielsweise bei der Briefzustellung bedeutsam. Für jedes Post-zustellende Unternehmen oder jedes Paketzustellungsunternehmen ist es von Vorteil, innerhalb einer Straße gleich mehrere Kunden beliefern zu können. Kleinere Anbieter, die lediglich einen oder wenige Kunden in derselben Straße haben, müssen annähernd denselben Transportweg zurücklegen wie ein Anbieter, der viele Kunden auf einer Tour beliefern kann. 
Dasselbe gilt auch für andere Branchen: Ein privater Autobahnbetreiber hat Dichtevorteile durch ein höheres Verkehrsaufkommen. 

## Abgrenzung
Dichtevorteile können sowohl als Unterfall von Skaleneffekten als auch als Unterfall von Verbundeffekten auftreten. Am obigen Beispiel lässt sich dies leicht verdeutlichen: Ein Dichtevorteil als Skalenertrag tritt auf, wenn das Zusteller-Unternehmen in einer Straße mehr Kunden akquirieren kann.
Ein Dichtevorteil als Verbundvorteil ist dann zu beobachten, wenn das zustellende Unternehmen einzelnen Bewohnern der Straße Briefe zustellt und anderen Bewohnern Pakete liefert.
Skaleneffekte und Verbundvorteile können auch ohne Vorliegen von Dichtevorteilen auftreten – beispielsweise wenn das Zusteller-Unternehmen neue Ortsteile bedient.